# Dorcadion poleti
Dorcadion poleti là một loài bọ cánh cứng trong họ Cerambycidae.